# Kanton Saint-Simon
Der Kanton Saint-Simon war von 1790 bis 2015 ein französischer Wahlkreis im Arrondissement Saint-Quentin, im Département Aisne und in der Region Picardie; sein Hauptort war Saint-Simon. Die landesweiten Änderungen in der Zusammensetzung der Kantone brachten im März 2015 seine Auflösung.
Der Kanton Saint-Simon war 153,02 km² groß und hatte 11.852 Einwohner (Stand: 2012).

## Gemeinden
| Gemeinde                 | Einwohner | Code postal | Code Insee |
| ------------------------ | --------- | ----------- | ---------- |
| Annois                   | 383       | 2480        | 02019      |
| Artemps                  | 338       | 2480        | 02025      |
| Aubigny-aux-Kaisnes      | 271       | 2590        | 02032      |
| Bray-Saint-Christophe    | 68        | 2480        | 02117      |
| Castres                  | 164       | 2680        | 02142      |
| Clastres                 | 509       | 2440        | 02199      |
| Contescourt              | 74        | 2680        | 02214      |
| Cugny                    | 503       | 2480        | 02246      |
| Dallon                   | 403       | 2680        | 02257      |
| Dury                     | 177       | 2480        | 02273      |
| Flavy-le-Martel          | 1.520     | 2520        | 02315      |
| Fontaine-lès-Clercs      | 274       | 2680        | 02320      |
| Grugies                  | 906       | 2680        | 02359      |
| Happencourt              | 162       | 2480        | 02367      |
| Jussy                    | 1.304     | 2480        | 02397      |
| Montescourt-Lizerolles   | 1.476     | 2440        | 02504      |
| Ollezy                   | 158       | 2480        | 02570      |
| Pithon                   | 98        | 2480        | 02604      |
| Saint-Simon              | 651       | 2640        | 02694      |
| Seraucourt-le-Grand      | 715       | 2790        | 02710      |
| Sommette-Eaucourt        | 157       | 2480        | 02726      |
| Tugny-et-Pont            | 268       | 2640        | 02752      |
| Villers-Saint-Christophe | 437       | 2590        | 02815      |

## Einwohner
| Bevölkerungsentwicklung | Bevölkerungsentwicklung |
| Jahr                    | Einwohner               |
| ----------------------- | ----------------------- |
| 1962                    | 9588                    |
| 1968                    | 10.574                  |
| 1975                    | 10.453                  |
| 1982                    | 10.417                  |
| 1990                    | 11.124                  |
| 1999                    | 11.001                  |
| 2006                    | 11.247                  |
| 2011                    | 11.831                  |

## Politik
| Vertreter im conseil général des Départements | Vertreter im conseil général des Départements | Vertreter im conseil général des Départements |
| Amtszeit                                      | Name                                          | Partei                                        |
| --------------------------------------------- | --------------------------------------------- | --------------------------------------------- |
| 2001–2015                                     | Roland Renard                                 | DVG                                           |